# Малые Грибовичи
Малые Грибовичи (укр. Малі Грибовичі) — село во Львовской городской общине Львовского района Львовской области Украины.
Население по переписи 2001 года составляло 414 человек. Занимает площадь 10,80 км². Почтовый индекс — 80380. Телефонный код — 3252.